# Kitty Jones (Bartimæus-trilogien)
Kathleen "Kitty" Jones er en fiktiv person i Bartimæus-trilogien. Hun optræder i alle tre bøger i serien.
Kathleen "Kitty" Jones er et almindeligt ungt mennesker. Hun er medlem af Modstandsbevægelsen, der bekæmper det magiske oligarki, der hersker i Storbritannien. Som andre medlemmer af Modstandsbevægelsen er hun modstandsdygtig overfor magiske angreb, og hun kan modstå dæmoners angreb, som ellers ville dræbe normale mennesker.
I den tredje og sidste bog i trilogien, Ptolemæusporten (2005), leder efter en måde at stoppe hadet mellem mennesker og djinn, og hun undersøger Bartimæus' fortid. Hun bliver også det kun anden menneske, som rejser til Det Andet Sted. Efter Nathans død afviser hun at blive en del af den nye regering.